# Макаров, Андрей Юрьевич (тяжелоатлет)
Андрей Юрьевич Макаров (род. 11 апреля 1972, Восточно-Казахстанская область) — казахстанский тяжелоатлет.

## Карьера
Победитель Азиатских игр 1994 года в Хиросиме (Япония). 
Бронзовый призёр чемпионата мира 1995 года с результатом 175 + 205 = 380 кг. 
Участвуя в Олимпиаде 1996 года в Атланте (Юта, США), занял 18-е место в категории до 91 кг с результатом 165 + 190 = 355 кг.
После Олимпиады переехал из Семипалатинска в Шымкент и начал заниматься у Ю.А. Мельникова.
На чемпионате мира 1997 года стал четвёртым с результатом 170 + 200 = 370 кг, получив малую бронзу в рывке. 
Победитель Азиатских игр 1998 года в Бангкоке (Таиланд) в категории до 94 кг 
Участник чемпионатов мира 1999 (14 место) и 2001 (18 место) годов в категории до 94 кг.
На Олимпиаде 2000 года в Сиднее (Австралия) занял 13-е место в категории до 94 кг с результатом 177.5 + 197.5 = 375 кг.
На чемпионате Азии 2000 года в японской Осаке завоевал бронзу в категории до 94 кг с суммой 367.5 кг.
На Азиатских игр 2002 года был лишь четвёртым. 
На чемпионате Азии 2003 года в китайском Циньхуандао стал вторым в категории до 94 кг с суммой 370 кг.
На чемпионате Азии 2004 года в Алматы завоевал серебро в категории до 94 кг, показав результат 180 + 197.5 = 377.5 кг, уступив другому казахстанцу - Бахыту Ахметову.
По окончании активной карьеры работает в Южно-Казахстанской областной специализированной детско-юношеской спортивной школе олимпийского резерва по тяжелой атлетике. В настоящее время[какое?] — директор СДЮСШОР.